# HD 126009
HD 126009 è una stella gigante rossa di magnitudine 6,62 situata nella costellazione di Boote. Dista 709 anni luce dal sistema solare.

## Osservazione
Si tratta di una stella situata nell'emisfero celeste boreale; grazie alla sua posizione non fortemente boreale, può essere osservata dalla gran parte delle regioni della Terra, sebbene gli osservatori dell'emisfero nord siano più avvantaggiati. Nei pressi del circolo polare artico appare circumpolare, mentre resta sempre invisibile solo in prossimità dell'Antartide. Essendo di magnitudine pari a 6,6, non è osservabile ad occhio nudo; per poterla scorgere è sufficiente comunque anche un binocolo di piccole dimensioni, a patto di avere a disposizione un cielo buio.
Il periodo migliore per la sua osservazione nel cielo serale ricade nei mesi compresi fra fine marzo e agosto; nell'emisfero nord è visibile anche verso l'inizio dell'autunno, grazie alla declinazione boreale della stella, mentre nell'emisfero sud può essere osservata limitatamente durante i mesi tardo-autunnali australi.

## Caratteristiche fisiche
La stella è una gigante rossa; possiede una magnitudine assoluta di -0,07 e la sua velocità radiale positiva indica che la stella si sta allontanando dal sistema solare.